# 남윤석
남윤석(1996년 3월 12일 ~ )은 대한민국의 스타크래프트 II 프로게이머이다. 종족은 저그이며, 아이디는 By.PenguiN이다. KT 롤스터 소속이다.

## 개요
2012년 상반기 드래프트에서 KT 롤스터의 2차 지명으로 입하였다.
스타크래프트 II 종목 전환 초창기 당시에는 종족이 프로토스였으나 2012년 7월 저그로 변경하였다.
이후 2013년 프라임으로 이적하였다.
2014년 SK텔레콤 T1의 연습생 신분으로 입단했다.
2015년 2월 27일 KT 롤스터의 프로리그 로스터에 등록, 친정 팀에 복귀했다.
2015년 7월 17일 KT 롤스터의 로스터에서 말소되면서, 무소속으로 전환했다.
2017년 6월 29일 IEM Shanghai 예선전을 통과하고 16강에서 전태양에게 패배하면서 프로게이머를 활동하고 있는 것이 밝혀졌다.

## 수상 경력
- 2011년 제6회 스타크래프트 루키리그 준프로 선발전 입상
- 2015년 2015 글로벌 스타크래프트 II 리그 시즌 1 코드 S 32강
- 2015년 2015 스베누 글로벌 스타크래프트 II 리그 시즌 2 코드 A 48강
- 2017년 IEM 시즌11 상하이 16강